# 緩衝氧化物刻蝕劑
緩衝氧化物刻蝕劑( BOE )，也稱為緩衝氟化氫 (BHF 或 Buffered HF )，是一種用在微小尺度加工的溼刻蝕劑。它的主要用途是蝕刻二氧化矽({\displaystyle {\ce {SiO2}}} ) 或氮化矽({\displaystyle {\ce {Si3N4}}} )薄膜。是一種作為緩衝溶液的混合物，像是氟化銨({\displaystyle {\ce {NH4F}}}) 和氫氟酸(HF)。因濃氫氟酸（通常是 49% 的氫氟酸溶液）蝕刻二氧化矽的速度太快，無法實現良好的程序控制，且會剝離光刻圖案中使用的光刻膠故添加緩衝氧化物蝕刻通常可以於控制蝕刻的反應速率。 
一些氧化物在氟化氫溶液中因還原反應會產生不溶物。因此，通常將鹽酸添加到緩衝氟化氫溶液中以溶解這些不物以提升蝕刻的品質。 
常見的緩衝氧化物蝕刻溶液包含體積比為 6:1 的 40% NH 4 F 水溶液與 49% HF 水溶液。該溶液將在 25 攝氏度下以每秒約2 奈米的速度蝕刻熱生長的氧化物。 可以增加溫度以提高蝕刻速率。在蝕刻過程中連續攪拌溶液有助於獲得更均匀的溶液，通過從表面去除蝕刻材料可以更均匀地蝕刻。